# Ceanothus bolensis
Ceanothus bolensis là một loài thực vật có hoa trong họ Táo. Loài này được S.Boyd & J.E.Keeley mô tả khoa học đầu tiên năm 2002 publ. 2003.